# Ibraima Baldé
 Ibraima Baldé  (n. 15 ianuarie 1986) este un internațional de fotbal din Guineea Bissau care evoluează pe postul de atacant. În 2011 juca la FC Vizela în Portugalia.